# Гарбузівська сільська рада (Лебединський район)
Гарбузі́вська сільська́ ра́да — колишній орган місцевого самоврядування в Лебединському районі Сумської області. Адміністративний центр — село Гарбузівка.

## Загальні відомості
- Населення ради: 528 осіб (станом на 2001 рік)

## Населені пункти
Сільській раді були підпорядковані населені пункти:
- с. Гарбузівка
- с. Караван
- с. Панченки
- с. Савенки
- с. Ситники
- с. Стеблянки
- с. Харченки
- с. Яроші

## Склад ради
Рада складалася з 12 депутатів та голови.
- Голова ради: Туча Віталій Миколайович
- Секретар ради: Бугайова Ніна Василівна

### Керівний склад попередніх скликань
| Прізвище, ім'я, по батькові | Основні відомості                                                         | Дата обрання | Дата звільнення |
| --------------------------- | ------------------------------------------------------------------------- | ------------ | --------------- |
| Голуб Іван Федорович        | Сільський голова, 1950 року народження, безпартійний                      | 26.03.2006   | 31.10.2010      |
| Туча Віталій Миколайович    | Сільський голова, 1985 року народження, освіта вища, член Партії регіонів | 31.10.2010   |                 |

Примітка: таблиця складена за даними сайту Верховної Ради України